# Мартин, Юри Леович
Юри Леович Мартин (эст. Jüri Martin; 29 сентября 1940, Таллин — 21 января 2025, там же) — эстонский биолог (лихенолог), эколог и политический деятель, член Эстонской академии наук (1990).
Окончил Таллинскую среднюю школу № 21 (1959), биолого-географический факультет Тартуского государственного университета (1964) и аспирантуру Института экологии растений и животных Уральского отделения АН СССР (1967), в 1968 году защитил кандидатскую диссертацию «Динамика лишайниковых синусов на моренах Полярно-Уральских ледников».
В 1969—1994 годах работал в Таллинском ботаническом саду: старший научный сотрудник, учёный секретарь, научный руководитель, в 1978—1988 годах — директор.
В 1988 году защитил докторскую диссертацию:
- Динамика лишайниковых синузий и их биогеохимическая роль в экстремальных условиях среды : диссертация … доктора биологических наук : 03.00.16 / АН СССР. Урал. отд-ние. Ин-т экологии растений и животных. — Таллин, 1987. — 407 с. : ил.

С 1994 по 2000 год директор Международного центра экологической биологии. В 1997—2020 годах — ректор Евроакадемии.
Изучал динамику лишайниковых синусов в полярных регионах, антропотолерантность экосистем, ландшафтов и микроклиматов. Важнейшим направлением исследований было воздействие аэрогенных загрязнителей на растительность, особенно леса, и биохимический мониторинг: биоаккумуляция серы, тяжелых металлов и радионуклидов в Эстонии, Арктике, промышленных зонах Урала, вулканически активных районах Евразии и национальных парках России и США. Принимал участие в десятках экспедиций на Кавказ, Полярный Урал, Западную и Южную Сибирь, Дальний Восток, Антарктиду, Аляску, Грецию, Кению, Сейшельские острова, Мадагаскар, Шри-Ланку, Индию, Мальдивы, Пенсильванию, Грейт-Смоки и др.
Впервые в СССР применил лихенометрический метод для датировки позднеголоценовых морен, создал первую классификацию лишайниковых синузий для Урала, сформулировал отличительные свойства и смоделировал структуру лишайниковых синузий.
Под его руководством защищено 12 кандидатских и одна докторская диссертации. Был приглашенным исследователем в нескольких университетах США.
В 1990 году избран членом Эстонской академии наук по отделению биологии, геологии и химии.
Автор (соавтор) более 80 научных работ, в том числе монографий.
Председатель партии «Эстонские зелёные», существовавшей в 1991—1998 годах.
С 1999 по 2003 год — член IX Рийгикогу.
Награждён медалью Карла Эрнста фон Бэра (1986).